# Mark Parrish
Mark Daniel Parrish (* 2. Februar 1977 in Bloomington, Minnesota) ist ein ehemaliger US-amerikanischer Eishockeyspieler, der im Verlauf seiner aktiven Karriere zwischen 1995 und 2012 unter anderem 749 Spiele für die Florida Panthers, New York Islanders, Los Angeles Kings, Minnesota Wild, Dallas Stars, Tampa Bay Lightning und Buffalo Sabres in der National Hockey League auf der Position des rechten Flügelstürmers bestritten hat.

## Karriere
Parrish spielte während seiner Juniorenzeit zusammen mit Matt Cullen für die Universitätsmannschaft der St. Cloud State in der National Collegiate Athletic Association. Beim NHL Entry Draft 1996 wurde er von der Colorado Avalanche in der dritten Runde als 79. ausgewählt. Zweimal nahm er mit der Juniorennationalmannschaft der USA an einer Weltmeisterschaft teil. 1997 wechselte er in die Western Hockey League zu den Seattle Thunderbirds. 
Für Tom Fitzgerald holten ihn die Florida Panthers aus Colorado. Ab der Saison 1998/99 spielte er meist bei den Panthers und bestritt nur wenige Spiele in der American Hockey League für das Farmteam Beast of New Haven. Dass er es mit nur 37 Punkten auf Platz fünf in der Rookie-Wertung schaffte, war jedoch auch dem insgesamt schwachen Jahrgang zuzuschreiben. Nach einem weiteren Jahr in Florida wechselte er zur Saison 2000/01 gemeinsam mit Oleg Kwascha zu den New York Islanders. Im Gegenzug wechselten Roberto Luongo und Olli Jokinen zu den Panthers. Er entwickelte seine Leistung dort und wurde für eine gute Saison 2001/02 mit einer Teilnahme am NHL All-Star Game belohnt. Bereits zum dritten Mal nach 1998 und 2001 stand er bei der Weltmeisterschaft 2005 im Team der US-amerikanischen Nationalmannschaft. Kurz nach den Olympischen Winterspielen 2006 in Turin wechselte er zu den Los Angeles Kings. Dort verweilte er aufgrund seines auslaufenden Vertrages nur bis zum Saisonende. Am 1. Juni 2006 unterschrieb er als Free Agent einen Vertrag bei den Minnesota Wild, der jedoch nach zwei Jahren im Sommer 2008 bereits ausbezahlt wurde, da Parrish immer wieder mit Verletzungsproblemen zu kämpfen hatte. Erst im November 2008 fand er in den Dallas Stars einen neuen Arbeitgeber, bei denen ihm bei seinem Debüt ein Hattrick gelang.
Im Juli 2011 unterzeichnete Parrish einen Zweiwegevertrag für ein Jahr bei den Ottawa Senators, kam jedoch ausschließlich für deren Farmteam, die Binghamton Senators, zum Einsatz. Im Herbst 2012 entschied er, seine aktive Laufbahn zu beenden.

## Erfolge und Auszeichnungen
| - 1997 NCAA West Second All-American Team - 1998 WHL West First All-Star Team - 1998 CHL Second All-Star Team | - 1998 NHL-Rookie des Monats Oktober - 2002 Teilnahme am NHL All-Star Game |

### International
- 1997 Silbermedaille bei der Junioren-Weltmeisterschaft

## Karrierestatistik

### International
Vertrat die USA bei:
| - Junioren-Weltmeisterschaft 1996 - Junioren-Weltmeisterschaft 1997 - Weltmeisterschaft 1998 | - Weltmeisterschaft 2001 - Weltmeisterschaft 2005 - Olympischen Winterspielen 2006 |

(Legende zur Spielerstatistik: Sp oder GP = absolvierte Spiele; T oder G = erzielte Tore; V oder A = erzielte Assists; Pkt oder Pts = erzielte Scorerpunkte; SM oder PIM = erhaltene Strafminuten; +/− = Plus/Minus-Bilanz; PP = erzielte Überzahltore; SH = erzielte Unterzahltore; GW = erzielte Siegtore; 1 Play-downs/Relegation; Kursiv: Statistik nicht vollständig)